# ردفو
ردفو (به انگلیسی: Redfoo) (زاده ۳ سپتامبر ۱۹۷۵) یک خواننده آمریکایی است که فعالیت خود را در گروه ال‌ام‌اف‌ای‌او به همراه برادر زادهٔ خود به نام اسکای بلو شروع کرده و اکنون بیشتر به صورت انفرادی فعالیت می‌کند.